# Povijest Švicarske
Povijest Švicarske je povijest prostora današnje Švicarske Konfederacije i naroda Švicaraca od prapovijesti do danas.

## Drevna povijest
Tragovi naseljenosti u Švicarskoj datiraju još iz ranog paleolitika.
U 2. tisućljeću prije Krista, zapadni dio Švicarske naseljavaju Kelti Helveti čime započinje brončano doba (do 800. pr. Kr.). Od 11. do 9. stoljeće pr. Kr. na području Švicarske javlja se tzv. Kultura žarnih polja koja se odlikuje velikim grobljima urni s pepelom pokojnika. Društvom ranog željeznog doba (Halstatt) je od 800. pr. Kr. do 5. stoljeća pr. Kr. dominirala plemićka elita koja je živjela u utvrdama na brdu (npr. Wittnauer Horn)i čije se bogatstvo iskazivalo bogatim pogrebima. U 5. st. pr. Kr., na samoj granici s Francuskom (La Tène), javlja se razvijena keltska kultura željeznog doba (Geneva, Les Cornaux, Engelhalbinsel, Magdalenenberg).
Nakon Cezarove pobjede kraj Bibrakta (58. pr. Kr.), Helvećani priznaju rimsko vrhovništvo i postaju dijelom rimske provincije Belgica i njihova sudbina slijedi sudbinu Zapadnog Rimskog Carstva.
Tijekom 3. i 4. stoljeća, na područje Švicarske prodiru Alemani, dok u drugoj polovici 5. st. zapadni dio zauzimaju Burgundi.
Od 6. stoljeća, Švicarska je (s povremenim prekidima) u sastavu Franačke države, a u državi Karla Velikog podijeljena je između pokrajina Burgundija, Alemanija i Langobardske Italije (i dan danas granica francuskog, njemačkog i talijanskog govornog područja).

## Njemačka Švicarska
██ Alemanija
██ Burgundija
Raspadom Franačke države (843.) područje istočno od rijeke Aare dospijeva pod vlast Ludovika II. Njemačkog, a zapadni dio priključen je Njemačkom Carstvu.
U razdoblju od 11. do 13. stoljeća gotovo cijelim područjem sjeverno od Ženevskog jezera vladaju grofovi od Zähringena. U drugoj polovici 13. st. u jugozapadnom dijelu prevlast imaju savojski grofovi, koji su pokorili područja Valaisa i Vauda, dok sjeveroistočnim dijelom dominiraju habsburški grofovi. Kao važna gospodarska središta sa statusom slobodnih carskih gradova tada nastaju: Ženeva, Zürich, Basel, Bern, Schafthausen i dr.

## Stvaranje Švicarske
U 13. stoljeću Habsburgovci nastoje podložiti kantone Uri, Schwyz i Unterwalden, koji još 1291. god. sklapaju obrambeni savez. U bitci kraj Morgartena (1315.) švicarski su pješaci porazili habsburške viteške postrojbe, a zatim prvotni savez proširili i na kantone Luzern, Zürich, Zug, Glarus i Bern. Prema kantonu Schwyz savez je dobio ime Švicarska Konfederacija (koji nosi i danas).
Nakon pobjeda kraj Sempacha (1386.) i Näfèlsa (1388.) moć Habsburgovaca unutar granica Švicarske Konfederacije definitivno je skršena. Mirovnim ugovorima 1389. i 1394. god. Konfederacija je priznata, a 1474. god. Habsburgovci su se i formalno odrekli svojih feudalnih prava na njezinu prostoru. God. 1499. poražena je i vojna ekspedicija cara Maksimilijana I., te je mirom u Baselu Konfederacija stekla potpunu neovisnost.
Njihovu neutralnost u europskim sukobima iskoristio je papa Julije II. koji organizira Švicarsku gardu u Vatikanu (švicarski plaćeni vojnici namijenjeni tjelesnoj straži papa do 1830. god.).
Do 1513. god. Švicarska se proširuje na nove kantone kojih tada ima ukupno 13. Moć i utjecaj Konfederacije osobito je porasla u 16. st. te se njezina vlast proširila i na tzv. "podaničke krajeve" – Aargau i Thurgau na sjeveru, dijelove Ticina na jugu, Vaud na jugozapadu i dr. Tijekom tog vremena povremeno su izbijali sukobi između članova Konfederacije, pa i unutar samih kantona, ponajviše zbog trgovačkog suparništva i suprotnosti u interesima između plemića veleposjednika te trgovačkih i obrtničkih slojeva u gradovima.

## Vjerski rat u 16. stoljeću
U okolnostima sukoba među kantonima, Ulrich Zwingli je u Zürichu pokrenuo pokret reformacije. Proglasivši se neovisnim od crkve (1523.), Zürich je započeo proces sekularizacije crkvenih posjeda, a 1525. god. ukinuo katoličko bogosluženje. Reformni pokret naišao je na velik odaziv kod seljaštva koje je zatražilo ukidanje kmetstva i stalo prisvajati crkvena imanja, a Zwinglijev zahtjev za ukidanjem najamničkih odnosa doveo je do jaza između kantona u kojima je reformacija odnijela prevagu (Zürich, Bern, Basel, Sankt Gallen, Glarus) i kantona koji su ostali uz katoličku vjeru (Luzern, Fribourg, Zug, Solothurn).
Vjerski sukobi i nastojanja protestanata za sjedinjenjem Švicarske pod vodstvom Züricha doveli su do rata. Bolje organizirani katolički kantoni pobijedili su u bitci kraj Kappela (1531.), u kojoj je poginuo i Ulrich Zwingli. Tada se savez protestantskih kantona raspada, Zürich gubi vodeći položaj u Konfederaciji, a Zwinglijevo učenje u katoličkim kantonima je zabranjeno.
Žarište reformacije prenosi se u Ženevu, grad u koji je protestantski pokret proširen iz Francuske i u kojem je od 1536. god. živo djeluje Jean Calvin. God. 1541. reformacija je konačno odnijela pobjedu, a sporazumom u Zürichu kalvinizam je prihvaćen u cijeloj protestantskoj Švicarskoj.

## Rana moderna Švicarska
Tijekom rane povijesti moderne Švicarske Konfederacije, sve veća samovlast plemićkih obitelji je za vrijeme Tridesetogodišnjeg rata prouzrokovala Švicarsku seljačku bunu 1653. god.
Stalno tinjajuća vjerska nesnošljivost dovela je 1655. god. do novog sukoba Schwyza i Züricha. Rat je završio pobjedom katoličkih kantona kraj Villmergena (1656.). Kraj istog grada 1712. god. pobjedu odnose protestanti, nakon čega znatno raste utjecaj Züricha i Berna.

## Helvetska republika
Izbijanjem Francuske revolucije (1789.) u Švicarskoj dolazi do novih previranja. Revolucionarno usmjereni Švicarci u ustanku 1798. god. proglašavaju (uz potporu Francuza) Lemansku republiku. Nekoliko mjeseci kasnije baselski rodoljub Pierre Ochs proglašava Helvetsku republiku. Tada Švicarska prvi put dobiva središnju vladu, a prema ustavu (rađenom po francuskom uzoru) broj kantona povećan je s 13 na 23. Po istom ustavu zakonodavnu vlast dobiva dvodomni parlament (Veliko vijeće i Senat), a izvršnu Direktorij od pet članova; ukinute su staleške razlike, proglašena je sloboda vjeroispovijesti, trgovine, obrta i tiska.
Padom Direktorija u Parizu, pada i Direktorij u Švicarskoj, a 1801. god. prihvaćen je novi ustav, a na čelo države koju čine 15 kantona dolazi A. Reding. Napoleonovim Sporazumnim aktom iz 1803. god. Švicarska je podijeljena na 19 kantona, a Ženeva i Valais ostaju pod Francuskom.

## Neutralna Švicarska Konfederacija
Nakon poraza Napoleona kraj Leipziga (1813.), federalna skupština proglašava švicarsku neutralnost te je sklopljen Federalni sporazum, kojim su ovlasti središnje vlasti sužene. Bečki kongres (1815.) potvrdio je neutralnost Švicarske Konfederacije s kojim je sjedinjena Ženeva, dok je dio Graubündena pripojila Austrija, Neuchatêl postaje zasebnim kantonom, a pod francusku vlast dospijeva Mulhause. Prema novom ustavu zemlja je podijeljena na 22 autonomna kantona (faktično jedina federalna ustanova je vojska) i suženo je pravo glasa. Pod pritiskom Svete Alijanse ograničena je i sloboda tiska (1823.).
Nakon srpanjske revolucije u Francuskoj (1830.), 11 većih kantona uvode liberalnije zakonodavstvo. Liberalniji kantoni (Zürich, Bern, Luzern, Solothurn, Sankt Gallen, Aargau i Thurgau) udružuju se 1832. god. u Savez sedmorice, dočim se konzervativniji kantoni okupljaju u Sarnenskom savezu (grad Basel, Ury, Schwyz, Unterwalden, Luzern, Zug, Fibourg i Valais). U Građanskom ratu (1847.) federalne postrojbe porazile su konzervativne kantone.
Ustav iz 1848. god. izrađen je po uzoru na ustav SAD-a i u velikoj mjeri je ojačao središnju vlast: izvršnu vlast dobiva savjetnički kabinet od sedam članova (Bundesrat), kojemu je na čelu predsjednik Konfederacije; zakonodavnu vlast ima parlament sastavljen od Nacionalnog vijeća i Vijeća država kantona; a vrhovnu sudsku vlast ima Bundesgericht. Ustavom su proglašene i osnovne demokratske slobode, a glavni grad postaje Bern.
Usporedno sa švicarskom neutralnošću u 19. stoljeću se učvrstio i princip prava azila za političke emigrante, te Švicarska postaje utočište mnogobrojnih europskih političkih prognanika.
Ovlasti središnje vlasti proširene su novim ustavom iz 1874. god., kada je uveden i princip referenduma. U Švicarskoj je utemeljen čitav niz međunarodnih ustanova (Međunarodna poštarska unija, Savez za zaštitu autorskih prava, Međunarodni Crveni križ, Svjetska zdravstvena organizacija, Unesco i dr.).
Tijekom I. svjetskog rata švicarska neutralnost nije bila ugrožena. Godine 1920. ,Švicarska pristupa Društvu naroda (za čije je sjedište odabrana Ženeva), zadržavši i dalje status neutralne zemlje. U II. svjetskom ratu Švicarska također ostaje neutralna.
Godine 1960. Švicarska pristupa Europskom udruženju za slobodnu trgovinu. Tek od 1971. god. žene u Švicarskoj imaju pravo glasa.
Godine 1979. uspostavljen je kanton Jura s glavnim gradom Delémontom.
28. veljače 2016. održat će se referendum o ustavnoj zaštiti braka. Zbog zahtjeva preko 120.000 građana Federalna skupština Švicarske Konfederacije morala je donijeti 19. lipnja 2015. odluku o održavanju referenduma o ustavnoj zaštiti braka kao trajne zajednice muškarca i žene te kao ekonomske zajednice koja ne smije biti tretirana nepovoljnije od ostalih načina života.
Radi zaštite bračnih parova od višegodišnje ekonomske diskriminacije, narodna inicijativa “Za brak i obitelj – protiv nepravde prema bračnim parovima”, koju je inicirala stranka desnog centra – Demokršćanska narodna stranka, prikupila je do studenog 2012. 120.161 potpisa građana za unošenje amandmana u ustav koji bi se prije svega zaštitili bračni parovi, jer moraju plaćati veći porez od neoženjenih parova. Amandmanom bi se i ustavno zaštitilo brak kao “trajnu zajednicu žene i muškarca”. Za ovu odluku u Federalnoj skupštini Švicarske Konfederacije glasovalo je 25 zastupnika Vijeća država (Ständerat), gornjeg doma parlamenta, a 20 protiv, te 107 zastupnika Nacionalnog vijeća (Nationalrat), donjeg doma, a 85 protiv.

### Povijest pristupanja kantona Konfederaciji
- 1291 -  Uri  Schwyz, Unterwalden (sad podijeljen na  Obwalden i  Nidwalden)
- 1332 -  Luzern
- 1351 -  Zürich
- 1352 -  Glarus,  Zug
- 1353 -  Bern
- 1481 -  Fribourg,  Solothurn
- 1501 -  Basel-Stadt,  Basel-Landschaft,  Schaffhausen
- 1513 -  Appenzell Ausserrhoden,  Appenzell Innerrhoden
- 1803 -  St. Gallen, ,Graubünden,  Aargau,  Thurgau,  Ticino,  Vaud
- 1815 -  Valais,  Neuchâtel,  Ženeva
- 1979 -  Jura (otcjepljenje od Berna)

## Vanjske poveznice
- Povijest Švicarske: Izvorni dokumenti